# Alcántaraorden
Der Alcántaraorden (ursprünglich Orden de San Julián de Pereiro) war ein spanischer Ritterorden, der sich an der Rückeroberung (reconquista) der von den Mauren im 8. Jahrhundert eroberten Gebiete beteiligte. Der Orden war geografisch und personell stark in der spanischen Extremadura verwurzelt, wo sich zeit seines Bestehens auch fast alle seine Ländereien befanden.

Ordenszeichen des Alcantaraordens

## Geschichte

### Gründungszeit
Der Alcántaraorden wurde im Jahr 1166 von Suero Fernández Barrientos und dem Prior Gómez Fernández unter dem Namen Orden de San Julián de Pereiro zum Schutz der Stadt Ciudad Rodrigo vor den Mauren gegründet. Ca. 20 Jahre später (1177) wurde die ursprüngliche Ordensregel vom Papst bestätigt. Wie in allen Ritterorden, wurden seine Mitglieder zum Klerus gerechnet, obwohl sie gesellschaftspolitisch eher die Interessen des Adels vertraten. Traditionell bestand eine enge politische Anbindung an die Krone von León, später Kastilien.
Mit der Übernahme der Festung Alcántara zum Schutz der strategisch wichtigen Römerbrücke über den Río Tajo im Jahr 1218, die mit gewissen formalen Zugeständnissen an den zuvor für einige Jahre mit der Verteidigung der Brücke betrauten Orden von Calatrava verbunden war, übernahm der Orden die Regel der Zisterzienser. Alcántara (aber auch Brozas) wurden für lange Zeit Hauptquartiere des Ordens. In der Folgezeit verdrängte die neue Bezeichnung „Orden von Alcántara“ nach und nach den ursprünglichen Namen und wurde spätestens ab 1253 auch in der offiziellen Titulatur der Großmeister gebraucht. Die Weihe an den heiligen Julián de Pereiro verwandelte sich mithin vom Namens- in ein bloßes Schutzpatronat.

### Organisation
Der Alcántaraorden wurde, wie die anderen großen spanischen Ritterorden auch, nach dem Vorbild des Templerordens als straffer militärischer Verband geführt. Als Anerkennung für militärische Leistungen erhielt er durch Schenkungen der Krone ausgedehnte Ländereien und Privilegien in Südwestspanien, etwa Brückenzölle und Mühlenabgaben. Im Verlauf seiner Geschichte konnte der Orden mehrfach Rechtsstreitigkeiten mit dem Templerorden über Besitzungen in der Extremadura für sich entscheiden (was den Interessen des Königs entgegenkam, da die Templer politisch wesentlich unabhängiger agierten). Eine Reihe besonders wichtiger Komtureien des Alcántaraordens lagen in der Region La Serena in der südöstlichen Extremadura, wo er bei Auflösung des Templerordens auch noch weitere von dessen Gütern übernahm. Praktisch erreichten die Besitzungen des Alcántaraordens aber bereits mit der Eroberung von Córdoba unter Ferdinand III. im Jahr 1236 ihre endgültige territoriale Ausdehnung. Der Orden nahm zwar auch später noch an Eroberungen in Andalusien teil, gewann dort aber kaum noch Güter hinzu.

### Großmeister
Unter den Großmeistern des Alcántaraordens finden sich bekannte Namen des spanischen Hochadels wie Juan de Zúñiga y Pimentel und Gonzalo Pérez Gallego. Nicolás de Ovando, ein Ritter des Alcántaraordens und Günstling König Ferdinand II. von Aragonien, war der vom König nach Hispaniola entsandte Gegenspieler von Christoph Kolumbus, der diesem bei seiner Vierten Reise jegliche Unterstützung verweigerte. Luis de Ávila y Zúñiga war ein bekannter Geschichtsschreiber und Truppenführer, der als Günstling und Diplomat Karls V. häufig als dessen Gesandter bei den Päpsten Paul IV. und Pius IV. intervenierte und Karl bei seinen Feldzügen in Nordafrika begleitete. Er nahm auch an der Seite des Herzogs von Alba, Don Fernando Álvarez de Toledo, am Schmalkaldischen Krieg in Deutschland teil.

### Ordenstracht
Das Ordenskleid des Alcántaraordens bestand seit dem 13. Jahrhundert aus einem weißen Mantel mit einem eingestickten grünen Lilienkreuz, das in seiner Form dem roten Kreuz des Calatrava-Ordens sehr ähnelt.

### Territorium
In der zweiten Hälfte des 15. Jahrhunderts umfasste das Territorium des Ordens von Alcántara einen großen Teil der heutigen Provinz Cáceres an der Grenze zu Portugal, das Bergland der Sierra de Gata und praktisch den gesamten Osten der Provinz Badajoz (z. B. das Gebiet von La Serena). Dort besaß der Orden in der Nachbarschaft wichtiger königlicher Güter (Real Dehesa de La Serena) große Viehherden, die im Rahmen der Transhumanz an der jährlichen Wanderung von den Winterweiden (invernaderos) über besondere Viehtriebrouten (cañadas) zu den Sommerweiden (agosteros) teilnahmen. Noch heute wird in Castuera, einem der bedeutendsten ehemals vom Alcántaraorden beherrschten Orte, einmal jährlich im September der Salón del Ovino veranstaltet, eine in der gesamten Extremadura beachtete Schafzüchtermesse. Insgesamt lässt sich die Größe der Ordensbesitzungen in der Extremadura mit rund 7000 km² beziffern (vereinzelte Exklaven in Andalusien und Kastilien nicht mitgerechnet), womit der Alcántaraorden jedoch beträchtlich hinter dem Calatrava- und dem Santiagoorden zurücklag. Als kleinster der drei Ritterorden Spaniens verfügte der Orden von Alcántara damit über deutlich weniger finanzielle Mittel als die anderen Orden, was sich natürlich auch in seiner geringeren militärischen Stärke äußerte.

### Ende des Ordens
Gestützt auf eine Bulle von Papst Innozenz VIII. stellten die Katholischen Königen auch den Alcántaraorden unter die Administration der Krone. Mit ihren Maßnahmen sollten die militärische und finanzielle Macht der Ritterorden und damit des Hochadels beschnitten werden. Nach der Eroberung des Emirats von Granada im Jahr 1492 erlangte König Ferdinand II. († 1516) von Papst Alexander VI. die Übertragung der Großmeisterwürde des Ordens von Alcántara auf Lebenszeit. Mit der endgültigen Übertragung der nunmehr erblichen Großmeistertitel aller drei spanischen Ritterorden auf die Krone durch Papst Hadrian VI. im Jahr 1522 wurde deren politische Unabhängigkeit beendet.

## Bauten
Der Alcantaraorden errichtete zahlreiche Burgen im Süden Spaniens, von denen jedoch bereits viele verschwunden sind. Die dazugehörigen Kirchen sind meist noch erhalten.

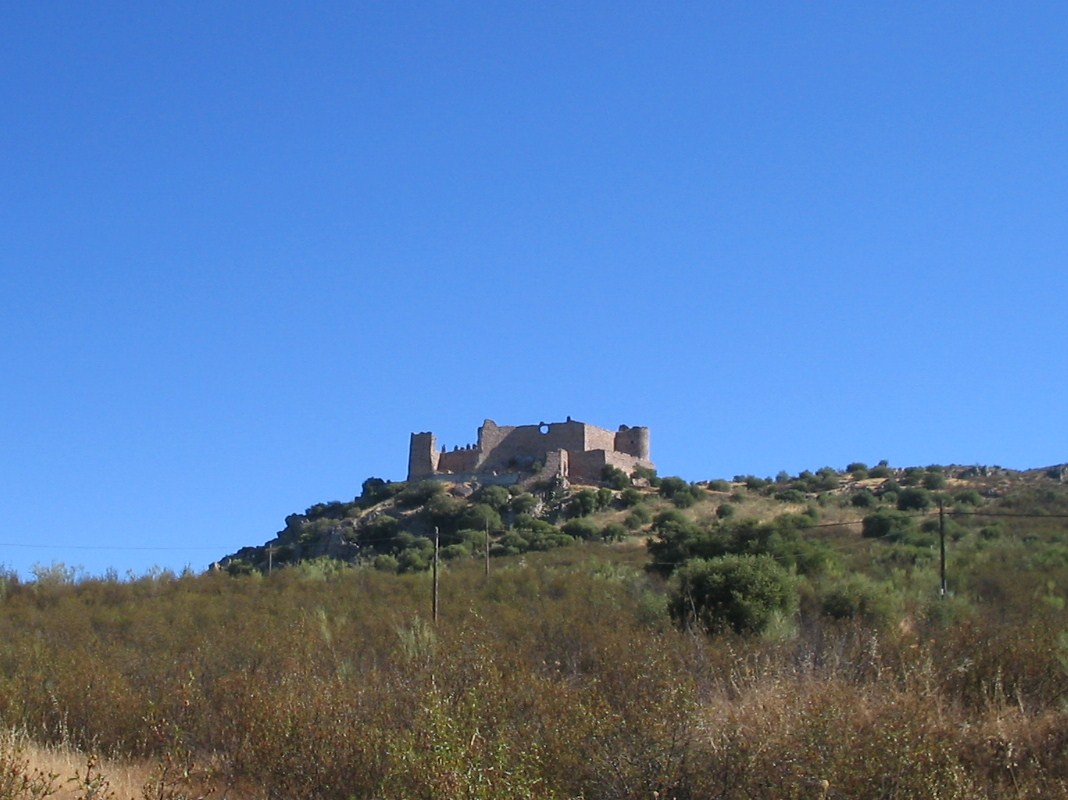
Burg von Portezuelo
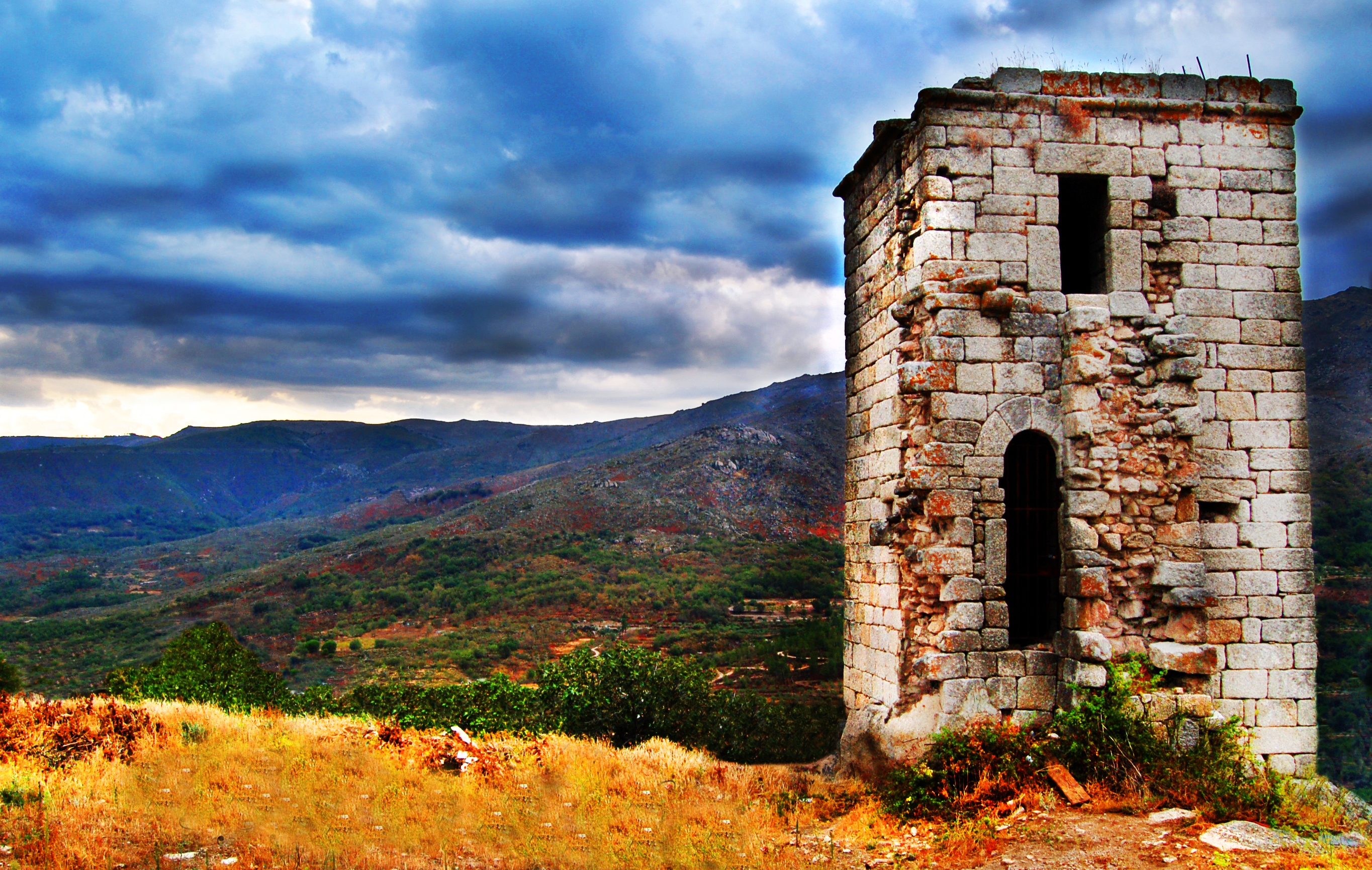
Burg von Eljas
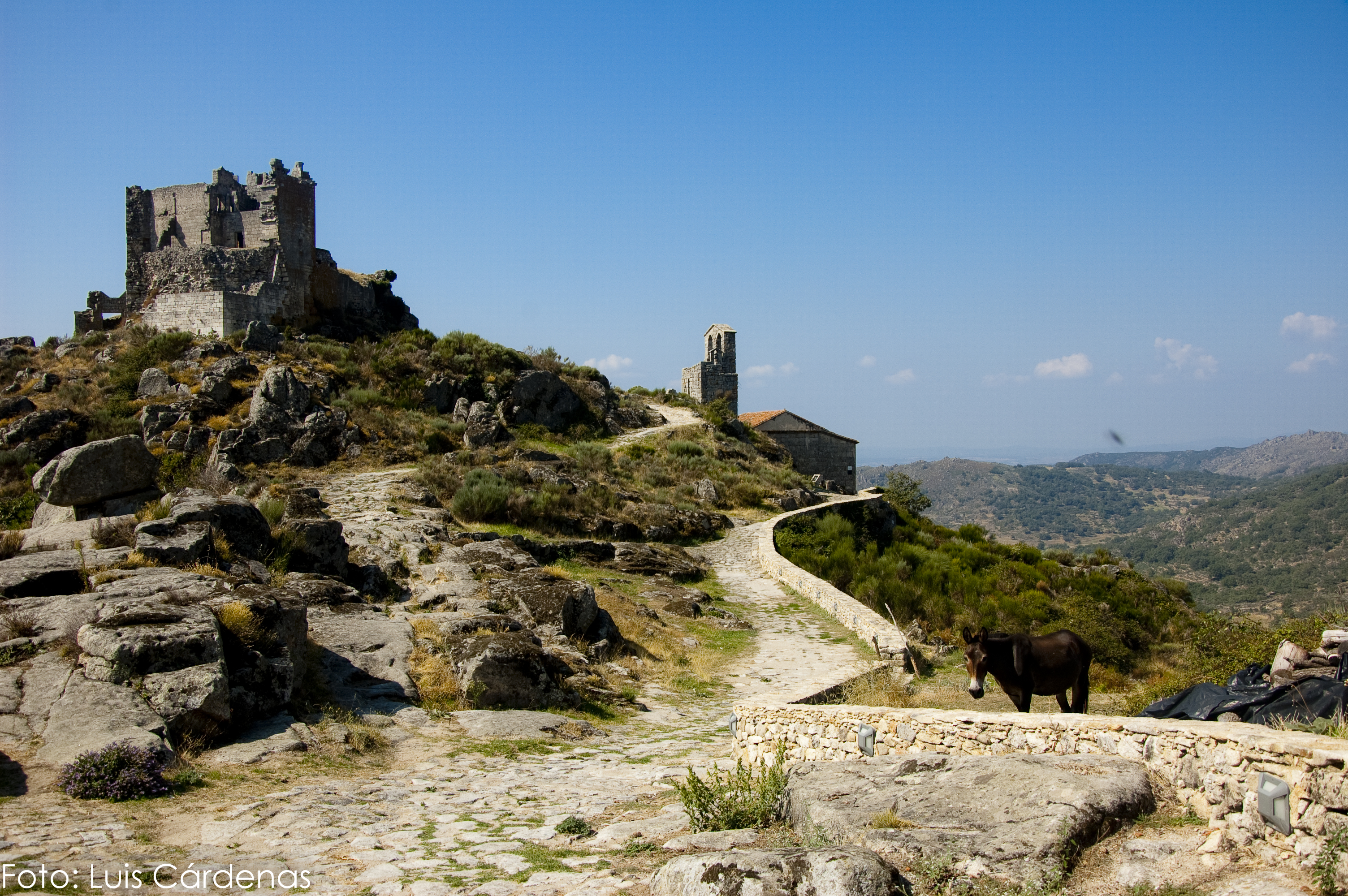
Burg von Trevejo
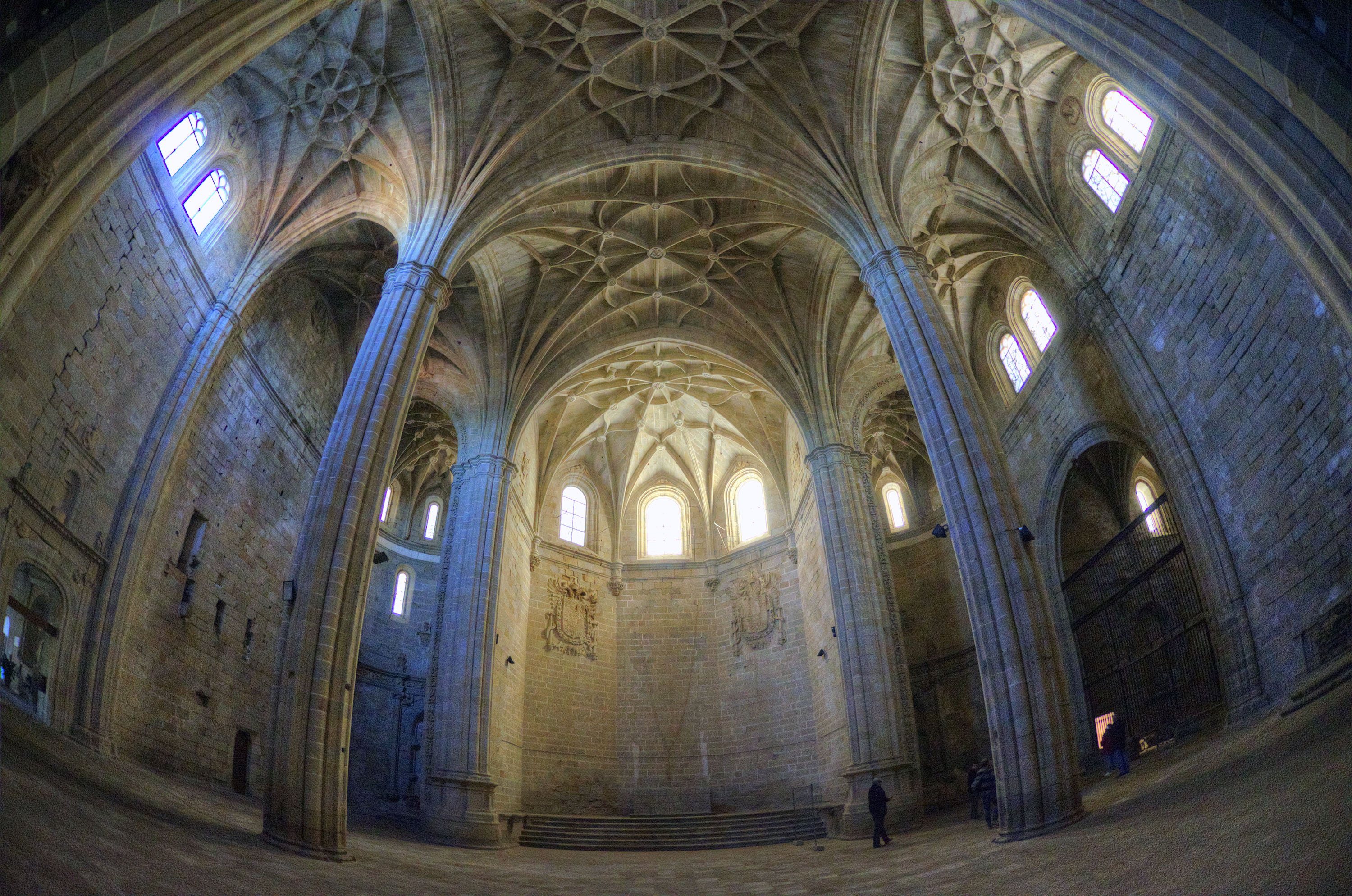
Kirche des Convento de San Benito, Alcántara
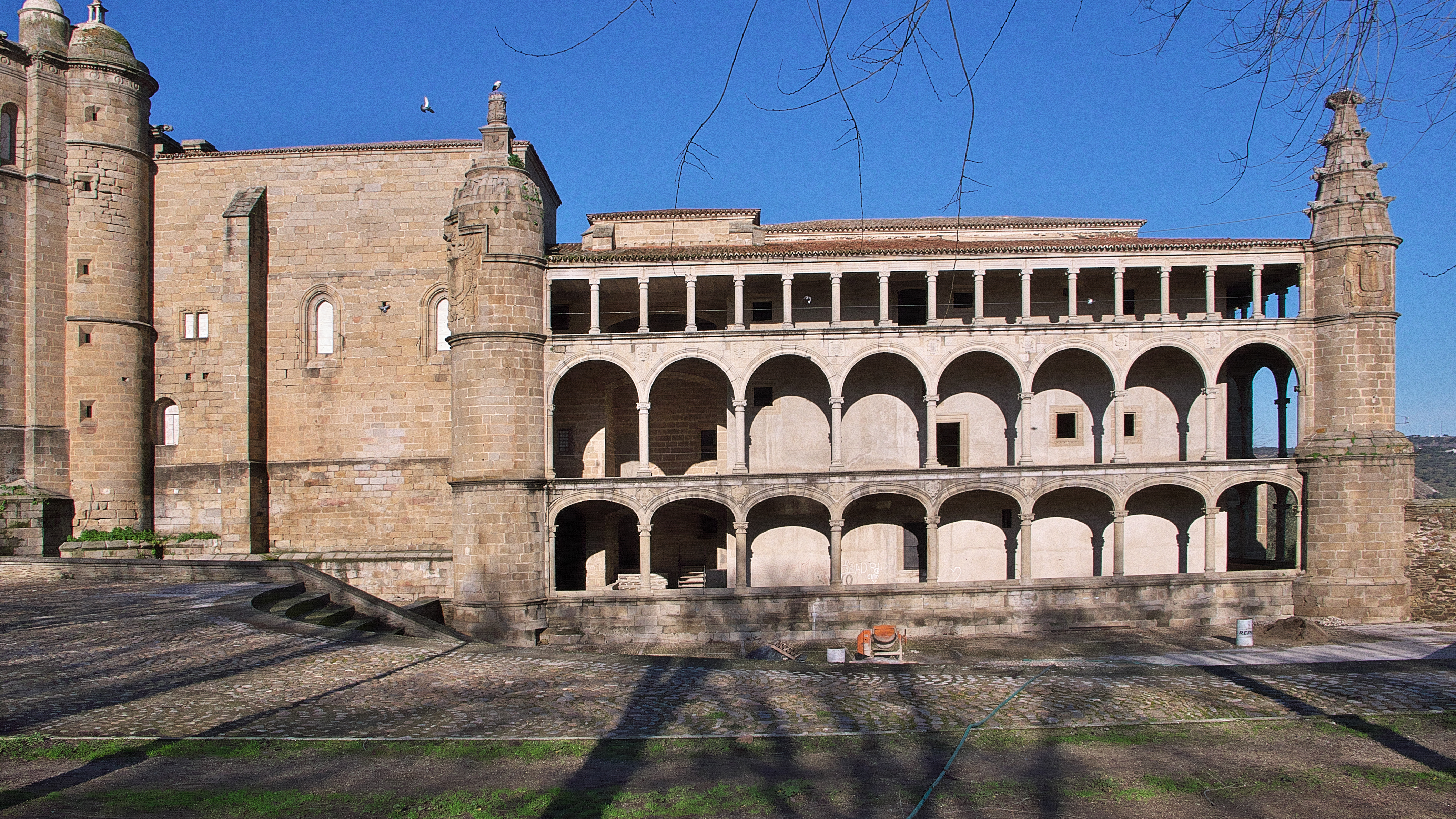
Festung und Palast des Convento de San Benito

## Liste der Großmeister des Ordens von Alcántara
- 1156–1174: Suero Fernández Barrientos
- 1174–1200: Gómez Fernández Barrientos
- 1200–1208: Benito Suárez
- 1208–1219: Nuño Fernández
- 1219–1227: Diego García Sánchez
- 1227–1234: Arias Pérez
- 1234–1254: Pedro Yáñez
- 1254–1284: García Fernández de Barrantes
- 1284–1292: Fernando Páez
- 1292–1294: Fernando Pérez
- 1296–1312: Gonzalo Pérez Gallego
- 1312–1318: Ruy Vázquez
- 1318–1334: Suero Pérez Maldonado
- 1334–1335: Ruy Pérez Maldonado
- 1335: Fernando López
- 1335: Suero López
- 1337–1338: Gonzalo Martínez de Oviedo
- 1338–1343: Nuño Chamizo
- 1343–1346: Peralonso Pantoja
- 1346–1355: Fernando Pérez Ponce de León
- 1355: Diego Gutiérrez de Ceballos
- 1355–1361: Suero Martínez Aldama
- 1361–1364: Gutierre Gómez de Toledo
- 1364–1369: Martín López de Córdoba
- 1369: Pedro Muñiz de Godoy
- 1369–1371: Melendo Suárez
- 1371–1375: Ruy Díaz de la Vega
- 1375–1383: Diego Martínez
- 1383–1384: Diego Gómez Barroso
- 1384–1385: Gonzalo Nuñez de Guzmán
- 1385–1394: Martín de la Barruda
- 1394–1408: Fernando Rodríguez de Villalobos
- 1408–1416: Sancho de Castilla
- 1416–1432: Juan de Sotomayor
- 1432–1456: Gutierre de Sotomayor
- 1457–1470: Gómez de Cáceres y Solís
- 1471–1473: Alfonso de Monroy
- 1473–1492: Juan de Zúñiga y Pimentel
- seit 1492: siehe Spanische Krone